# Dekla Tessera
La Dekla Tessera è una struttura geologica della superficie di Venere.